# Mạch nhánh
Ghi chú
1. Mạch nhánh oligomer còn được gọi là mạch nhánh ngắn (short-chain branch)
2. Mạch nhánh polymer còn được gọi là mạch nhánh dài (long-chain branch).[1]

Trong hóa hữu cơ và hóa sinh, mạch nhánh (tiếng Anhː side chain, pendant chain) là một nhóm thế được gắn vào phần cốt lõi của phân tử được gọi là "mạch chính" (main chain hay backbone). Do đó mạch nhánh là thành phần phân nhánh hydrocarbon của phân tử được gắn vào khung hydrocarbon lớn hơn. Đây là một yếu tố quyết định tính chất và khả năng phản ứng của phân tử. Mạch nhánh còn được gọi là mạch bên (side chain), nhưng nhóm bên lại có định nghĩa khác.

## Quy ước ký hiệu
Chữ cái in hoa R thường được sử dụng làm ký hiệu chung cho mạch nhánh nhóm alkyl (hydrocarbon no) trong công thức phân tử hay công thức cấu tạo. Để chỉ ra các nhóm phi carbon khác trong công thức hóa học, các chữ cái in hoa X, Y hoặc Z thường được sử dụng.
Ký hiệu R được giới thiệu bởi nhà hóa học người Pháp thế kỷ 19 Charles Frédéric Gerhardt với lý do nó có thể được nhận biết rộng rãi và dễ hiểu do sự tương ứng của chữ R trong nhiều ngôn ngữ châu Âu với ý nghĩa là chữ cái đầu tiên của từ "gốc" hoặc "dư lượng": racine (tiếng Pháp: "gốc") và résidu (tiếng Pháp: "dư lượng"), các bản dịch tiếng Anh tương ứng của các thuật ngữ này có nghĩa là gốc, bản thân nó có nguồn gốc từ radix (tiếng Latinh: "gốc") và residuum (tiếng Latinh: "dư lượng") và Rest (tiếng Đức: "tàn dư" và trong bối cảnh hóa học có nghĩa là cả "dư lượng" và "gốc").

## Cách sử dụng

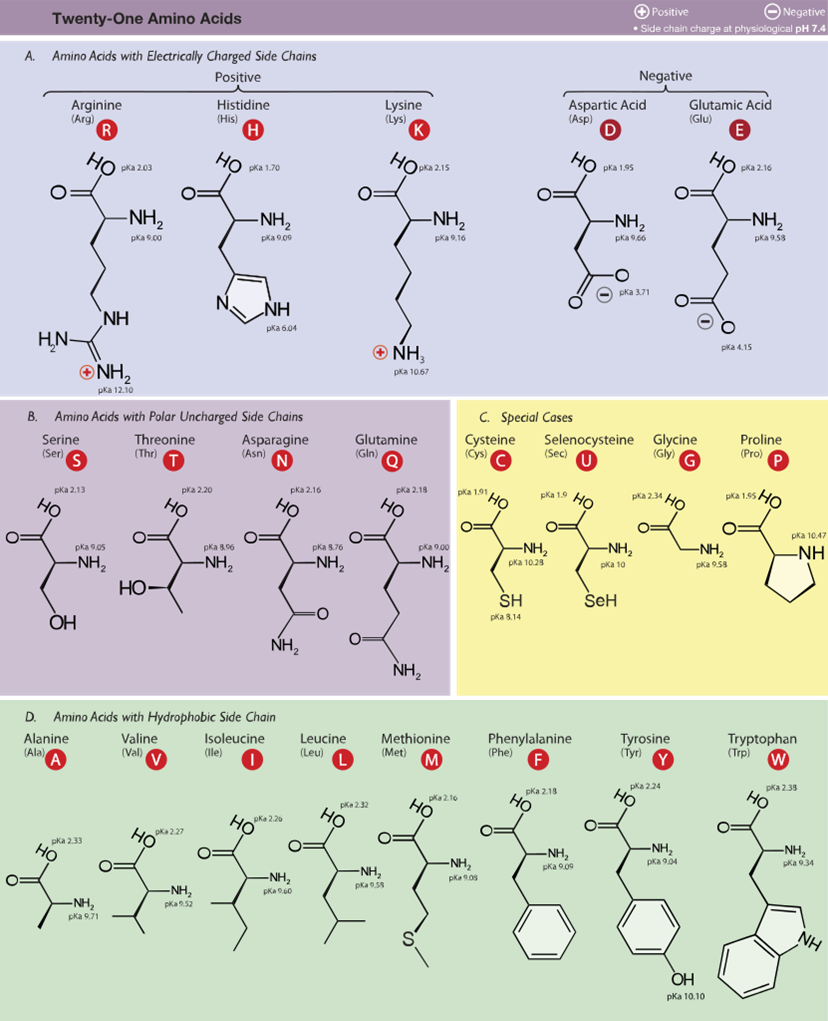
Bảng các loại amino acid

### Hóa học hữu cơ
Trong khoa học polymer, mạch nhánh oligomer hoặc polymer phân nhánh từ mạch chính polymer. Mạch nhánh có ảnh hưởng đáng chú ý đến tính chất của polymer, chủ yếu là độ kết tinh và khối lượng riêng của nó. Mạch oligomer được gọi là mạch nhánh ngắn và mạch polymer được gọi là mạch nhánh dài. Nhóm bên khác với mạch nhánh, chúng không phải là oligomer hay polymer.

### Hóa sinh
Trong protein, bao gồm các amino acid, mạch nhánh được gắn vào các nguyên tử alpha-carbon của khung amide. Mạch nhánh kết nối với alpha-carbon đặc trưng cho từng amino acid và chịu trách nhiệm xác định điện tích và độ phân cực của amino acid. Các mạch nhánh của amino acid cũng chịu trách nhiệm cho nhiều tương tác dẫn đến việc cuộn gập protein và từ đó ảnh ưởng chức năng của protein. Các amino acid phân cực tương tự nhau thường hút lẫn nhau, trong khi mạch nhánh không phân cực và mạch nhánh phân cực thường đẩy nhau. Các tương tác không phân cực/phân cực đóng vai trò quan trọng trong việc ổn định cấu trúc thứ cấp của protein do số lượng tương đối lớn của chúng. Vị trí không gian của các nguyên tử trong mạch nhánh có thể được dự đoán dựa trên hình học khung protein (protein backbone geometry) bằng cách sử dụng các công cụ tính toán để tái cấu trúc mạch nhánh.